# Groen (belgisk parti)
Groen! (Grønt) er et grønt parti i den flamske del af Belgien. 
Partiet blev stiftet i 1982 under navnet AGALEV. Det inspireret af Luc Versteylen. Partiet har gode forbindelser til Ecolo, der er det grønne parti i den fransktalende del af landet. Groen! er medlem af Det europæiske grønne parti og Global Greens. 

## Eksterne links
- Officiel hjemmeside

| Politisk parti | Spire Denne artikel om et politisk parti eller gruppe er en spire som bør udbygges. Du er velkommen til at hjælpe Wikipedia ved at udvide den. |